# 郭彰
郭 彰（かく しょう、生没年不詳）は、中国西晋時代の政治家。字は叔武。太原郡晋陽県の出身。賈南風の母郭槐の叔父。兄に郭淮。

## 生涯
西晋建国の功臣である賈充とは親交が深く、姪の郭槐とは兄妹の様に仲が良かったという。郭槐が賈充に嫁いだ事に伴い、賈氏とは姻戚関係となり、重用されて散騎常侍・尚書を歴任した。
ある時、武帝司馬炎は郭琦を佐著作郎に任じようと思い、一族の郭彰にこの事を尋ねた。郭彰は郭琦の人なりを好ましく思っておらず、分からないと答えた。司馬炎は「卿のような言葉なら、烏桓の子弟でさえもできる。彼は佐著作郎の任に堪えうる者だ。」と言い、郭琦の任用を決めた。
太熙元年（290年）4月、司馬炎が死去すると、司馬衷（恵帝）が即位し、郭彰の姪孫である賈南風は皇后に立てられた。後に郭彰は右衛将軍に任じられた。
元康元年（291年）3月、賈南風は当時権勢を振るっていた司馬炎の外戚楊駿を妬み、宦官董猛・孟観・李肇や楚王司馬瑋と結託して政変を起こすと、楊駿は殺害されてその三族及び側近の者は尽く捕らえられた。これ以降、郭彰は賈南風の後ろ盾を頼みとし、国政の中枢に参画するようになった。郭彰は賈謐（郭槐の外孫）と共にその権勢が盛んになり、多くの賓客が彼の下を訪ねるようになった。賈謐が『金谷二十四友』という文学集団を形成すると、郭彰もその一人に数えられた。
同年6月、賈南風は国政を掌握していた汝南王司馬亮と録尚書事衛瓘を排斥するため、楚王司馬瑋に密詔を与えて彼らを殺害させた。司馬瑋配下の岐盛はこれに乗じて賈謐・郭彰を誅殺して権力を掌握するよう勧めたが、司馬瑋は応じなかった。賈南風もまた司馬瑋が権勢を握る事を危惧していたので、司馬瑋が独断で詔書を偽造して司馬亮と衛瓘を殺害したと宣言し、司馬瑋を捕らえて処刑した。
こうして賈南風の専政が始まると、郭彰の権勢はさらに振るうようになり、財産・人心は尽く彼の下に集まり、賓客は門から溢れかえるほどであった。当時の人は、賈謐と郭彰を併せて『賈郭』と呼んだ。賈謐と郭彰の専横により政事は腐敗し、賄賂が横行し、官員は富を競うようになったという。南陽の魯褒は当時の風潮を風刺して『銭神論』を書いた。
時期は不明だが、衛将軍に任じられ、冠軍県侯に封じられた。
元康6年（296年）夏、長安を守っていた征西大将軍・趙王司馬倫が洛陽に召喚されると、彼は賈謐に取り入るようになり、賈南風からも信任されるようになった。
吏部尚書劉頌は「九班の制（九級の官員試験制度）」を作り、試験によって百官を昇降させる事を上奏した。だが、賈謐と郭彰は官員任官による権力の制約を嫌い、百官も煩わしい試験に反対したので実行に移されなかった。
ある時、武庫で失火があった。郭彰は100人を従えていたが、自らの家を守るのに専念して消火を手伝わなかった。侍御史劉暾が郭彰を詰ると、郭彰は激怒して「我がその気になれば君の角など容易く折る事が出来るぞ」と言うと、劉暾は「どうして汝は寵を恃り、権勢を笠に着て威張り散らしているのか。天子の法冠ですら角を折ろうというのか！」と激怒し、上表して郭彰を弾劾した。郭彰は敢えて何も話さず、衆人は郭彰の為に釈明を行ったが、劉暾は一切譲らなかった。この一件以降、奢侈であった郭彰の振る舞いは、簡易で素朴なものに変わったという。
死後、烈と諡された。永康元年（300年）4月、司馬倫と孫秀が政変を起こして賈南風の一派は尽く粛清されているが、郭彰には諡号が与えられている事から、これより以前に亡くなったものと思われる。